# Gastrochrysia lineolata
Gastrochrysia lineolata är en fjärilsart som beskrevs av Sergius G. Kiriakoff 1954. Gastrochrysia lineolata ingår i släktet Gastrochrysia och familjen björnspinnare. Inga underarter finns listade i Catalogue of Life.